# Cicindela lengi
Cicindela lengi este o specie de insecte coleoptere descrisă de Walther Hermann Richard Horn în anul 1908. Cicindela lengi face parte din genul Cicindela, familia Carabidae.

## Subspecii
Această specie cuprinde următoarele subspecii:
- C. l. jordai
- C. l. versuta